# NSTG Teplitz-Schönau
Die Nationalsozialistische Turngemeinde Teplitz-Schönau (kurz: NSTG Teplitz-Schönau) war ein Sportverein mit Sitz in der heutzutage tschechischen Stadt Teplice.

## Geschichte
Die NSTG nahm in der Saison 1939/40 an der Gauliga Sudetenland teil und wurde dort in die Staffel 1 eingegliedert. In dieser Saison verpasste die Mannschaft nur knapp den ersten Platz der Staffel. Einzig durch das bessere Torverhältnis landete die NSTG Graslitz auf dem ersten Platz. In der nächsten Saison landete die Mannschaft mit 7:5 Punkten wieder auf dem zweiten Platz, dieses Mal jedoch mit einem etwas größeren Rückstand auf den Tabellenersten. Nach der Saison 1941/42 erreichte der Verein zum ersten Mal die Top-Position in der Tabelle seiner Gruppe und qualifizierte sich damit für die Finalrunde. In dieser Runde traf die Mannschaft auf die beiden anderen Gruppensieger und landete am Ende nach vier Spielen und 3:5 Punkten auf dem zweiten Platz. In der Saison 1942/43 landete die Mannschaft am Ende relativ weit hinten mit nur 4:16 Punkten auf dem sechsten Platz. Nach zehn Spielen in der gesamten Saison konnte nur ein einziges gewonnen werden. Nach der Saison 1943/44 stand die NSTG dann am Ende nach neun gespielten Spielen mit 13:5 Punkten wieder einmal auf dem zweiten Platz der Tabelle. Die nächste Saison wurde zwar angefangen, jedoch kriegsbedingt schnell wieder abgebrochen. Nach der Kapitulation des Deutschen Reiches wurde das Sudetenland wieder in die Tschechoslowakei eingegliedert und der Verein aufgelöst.